# وزارة الشباب والثقافة والتواصل (المغرب)
وزارة الشباب والثقافة والتواصل هي وزارة في الحكومة المغربية، وهي مسؤولة عن قطاعات الثقافة والشباب والاتصال، لضمان حماية الشباب وإعداد السياسة الحكومية لتطوير القطاع الثقافي في المملكة. الوزير الحالي هو محمد مهدي بنسعيد.

## المهام والاختصاصات

### قطاع الثقافة
تناط بالسلطة الحكومية المكلفة بالثقافة مهمة إعداد وتنفيذ سياسة الحكومة المتعلقة بالتراث والتنمية الثقافية والفنية. وتتولى لهذه الغاية مع مراعاة الاختصاصات المسندة إلى الوزارات الأخرى بموجب النصوص التشريعية والتنظيمية الجاري بها العمل القيام بما يلي:
- توحيد التوجهات وتنسيق الأعمال الهادفة إلى تقوية النسيج الثقافي الوطني
- المساهمة باتصال مع الوزارات والمصالح المعنية بالنهوض بالثقافة الوطنية والحفاظ على خاصياتها
- استخدام الوسائل الكفيلة بضمان ازدهارها
- استخدام الوسائل الملائمة لمتابعة ودعم كل عمل أو مبادرة ترمي إلى الحفاظ على التراث الثقافي الوطني وصيانته وإبراز قيمته
- وضع إستراتيجية مندمجة للتنمية الثقافية على المستوى الجهوي والمحلي قصد الرفع من المستوى الثقافي الوطني
- المساهمة في تنشيط العمل الثقافي والنهوض به
- إحداث وتسيير المؤسسات الثقافية للتأهيل والتعليم الفني والثقافي
- تنشيط وتشجيع أعمال الإبداع والبحث في المجالات الثقافية والفنية
- إعداد النصوص التشريعية والتنظيمية المرتبطة بقطاع الثقافة والسهر على تطبيقها
- إقامة علاقات تعاون مع الهيئات والمؤسسات والجمعيات الثقافية والفنية داخل المغرب وخارجه
- القيام بالدراسات الاستطلاعية والتعريفية في الميدانين الثقافي والفني على المستويين المحلي والجهوي
- توجيه وقيادة عمل المصالح اللاممركزة التابعة للقطاع

### قطاع الشباب والرياضة
تتولى السلطة الحكومية المكلفة بالشباب والرياضة، في إطار النصوص التشريعية والتنظيمية الجاري بها العمل، مهمة إعداد وتنفيذ السياسة الحكومية في مجالات الشباب والرياضة والطفولة والإنعاش النسوي، ولهذه الغاية تناط بها المهام التالية:
- بلورة الاستراتيجيات الكفيلة بالرفع من مستوى العمل الجمعوي وتعميمه ضمانا لحماية الشباب وإدماجه في المجتمع
- تنمية الأنشطة المتعلقة بالتعاون الإقليمي والجهوي والدولي في مجالات الشباب والطفولة والشؤون النسوية
- إعداد سياسة الحكومة لتطوير الرياضة وتعميمها وتنسيق ومراقبة مجموع الأنشطة الرياضية على الصعيد الوطني
- وضع الآليات الاستراتيجية للنهوض برياضة المستوى العالي
- التحسيس بأهمية الرياضة في الاقتصاد الوطني وحث الفاعلين الاقتصاديين على المساهمة في تنميتها
- إعداد مشاريع النصوص التشريعية والتنظيمية المتعلقة بمجالات الشباب والرياضة
- إقامة الشراكات اللازمة لإنجاز منشآت ومرافق رياضية وسوسيوتربوية وشبابية
- السهر على وضع الآليات الكفيلة بإدارة وصيانة ومراقبة الممتلكات والمؤسسات التابعة لوزارة الشباب والرياضة أو الموضوعة رهن إشارتها
- عقلنة تدبير الاعتمادات والمساعدات وتحسين المداخيل قصد تطوير المنشآت الرياضية والشبابية
- التنسيق لضمان مشاركة المنتخبات الرياضية الوطنية في المنافسات الرياضية الدولية والجهوية والقارية مع اللجنة الوطنية الأولمبية المغربية واللجنة الوطنية لبارالمبية المغربية والجامعات الرياضية
- وضع برامج سنوية لمكافحة تعاطي المنشطات في الرياضة ومكافحة العنف أثناء المنافسات والتظاهرات الرياضية أو بمناسبتها بالتعاون مع الجهات المعنية، وتنسيق تنفيذها

### قطاع الاتصال
تناط بقطاع الاتصال مهمة إعداد وتنفيذ سياسة الحكومة في جميع ميادين الاتصال، ويعهد إليه، وفقا للأحكام النصوص التشريعية والتنظيمية الجاري بها العمل، بالوصاية على المؤسسات العامة والأجهزة الأخرى التابعة لسلطته. ويتولى لهذه الغاية، مع مراعاة الاختصاصات المسندة إلى الوزارات والهيئات الأخرى، بموجب النصوص التشريعية والتنظيمية الجاري بها العمل، القيام بما يلي:
- إعداد وتنفيذ سياسة الحكومة في مختلف ميادين قطاع الاتصال، من صحافة مكتوبة واتصال سمعي بصري وإشهار وسينما وحقوق المؤلفين والحقوق المجاورة، وتكوين الموارد البشرية للقطاع والإنتاج الوطني، والعمل على تأهيل وتطوير القطاع
- المساهمة في تطوير المجتمع الإعلامي  في المغرب
- إعداد لحساب الحكومة، دفاتر التحملات وعقود البرنامج مع الهيئات العمومية المتدخلة في القطاع في اتجاه إسهامها في تحقيق أهداف السياسات العمومية وإصلاح القطاع من جهة، وتحسيسها بالمسؤولية والاستقلالية في التسييرمن جهة أخرى
- القيام بالدراسات القانونية وإعداد النصوص المتعلقة بتنظيم قطاع الاتصال
- السهر على حسن ترويج الصورة المؤسساتية للمغرب
- إعداد خدمة إعلامية عمومية موجهة للرأي العام وخاصة لزعماء الرأي داخل البلاد وخارجها، تهدف إلى التعريف بمؤسسات المغرب وإصلاحاته الكبرى ومنجزاته وطاقاته
- تنشيط عمل الحكومة في ميدان الاتصال.
- السهر على تطوير وتنظيم المهن المرتبطة بقطاع الاتصال وتشجيع الشراكة مع المهنيين في الميدان والفاعلين بالقطاع العمومي والخاص.

### جوائز تُمنح من الوزارة
في عام 2022 صدر قرار من وزارة الشباب والثقافة والتواصل في المغرب بمنح جائزة فنية تُسمى الجائزة الوطنية للفنون التشكيليةإلى الفنانين التشكيليين الشباب (ما بين 18 و30 سنة).